# Омельник (Кировоградская область)
Омельни́к (укр. Омельник) — село в Онуфриевской поселковой общине Александрийского района Кировоградской области Украины
До 2020 года входило в Онуфриевский район
Население по переписи 2001 года составляло 756 человек. Почтовый индекс — 28114. Телефонный код — 5238. Код КОАТУУ — 3524685801.

## Известные уроженцы
- Яцун, Андрей Глебович (1899—1965) — советский военачальник, полковник.